# فرانسيسكو برتراند
فرانسيسكو برتراند (بالإسبانية: Francisco Bertrand Barahona)‏ (و. 1866 – 1926 م) هو سياسي من .
وهو عضو في الحزب الوطني .